# Вальвазоне
Вальвазоне (итал. Valvasone) — бывшая коммуна в Италии, в области Фриули-Венеция-Джулия, в провинции Порденоне. В 2015 году упразднена и вместе с коммуной Ардзене объединена в новую коммуну Вальвазоне-Ардзене как её фракция (населённый пункт).
Население составляет 2190 человек (2008 г.), плотность населения составляет 114 чел./км². Занимает площадь 17 км². Почтовый индекс — 33098. Телефонный код — 0434.
Покровителями коммуны почитаются святые апостолы Пётр и Павел, празднование 29 июня.

## Демография
Динамика населения:

## Администрация коммуны
- Официальный сайт: http://www.comune.valvasone.pn.it